# Тарутинський степ (ландшафтний заказник)
Тарутинський степ — один з найбільших збережених в Україні фрагментів степової екосистеми, об'єкт природно-заповідного фонду Одеської області, ландшафтний заказник місцевого значення.

## Розташування

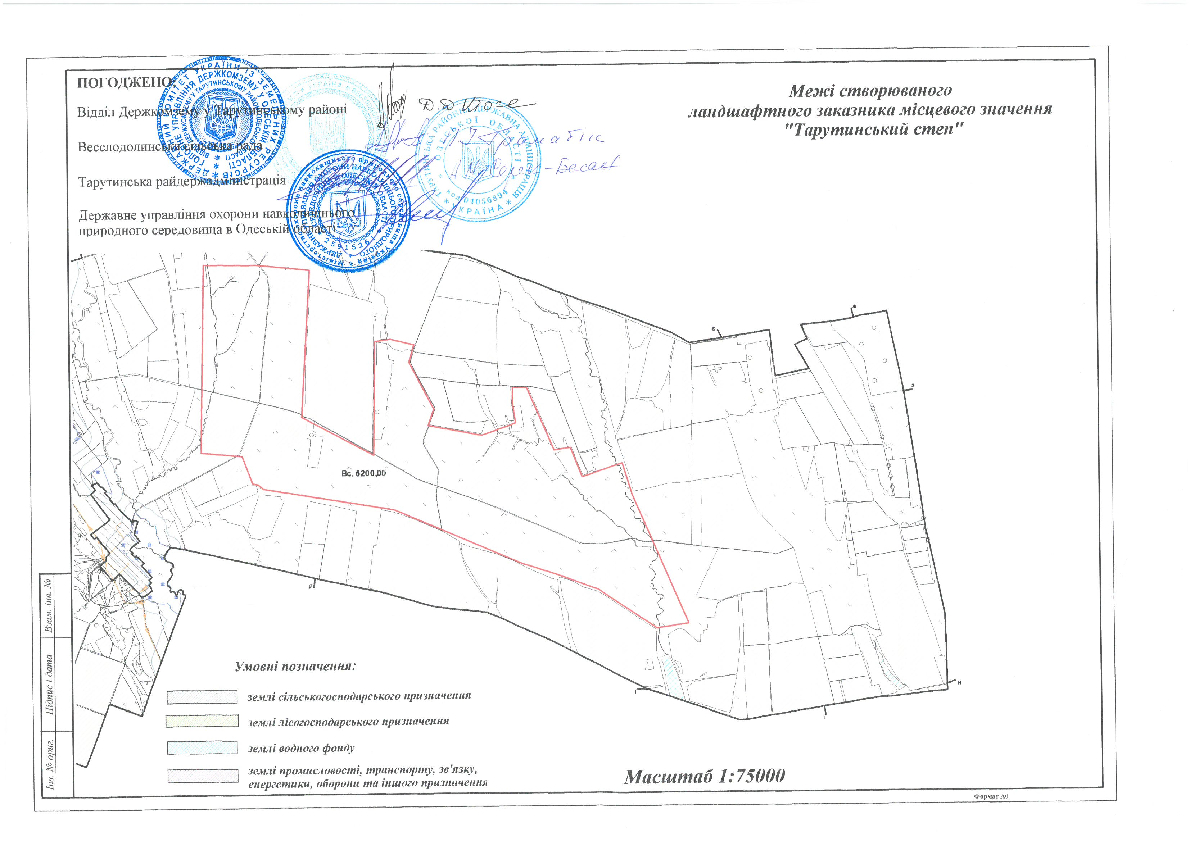
Карта-схема заказнику "Тарутинський степ"

Заказник розташований в Болградському районі Одеської області на території Тарутинської селищної громади та Бородінської селищної громади. Перебуває у постійному користуванні Тарутинської селищної ради загальною площею земель 5200 га, які не надані у власність або користування, в тому числі сільськогосподарських — 4800 га, лісів та інших лісовкритих площ — 400 га.

## Історія створення
У зв'язку з великою площею, охорона якої потребує певного менеджменту, початково планувалось створення регіонального ландшафтного парку «Тарутинський степ». Веселодолинська сілька рада рішенням № 94-3/V від 03.09.2008 року "Про створення регіонального ландшафтного парку «Тарутинський степ» (у 2011 році в це рішення була внесена зміна, якою предмет погодження змінений на заказник), надала згоду на створення РЛП. Проте після низки розглядів звернень Державного управління навколишнього природного середовища в Одеській області щодо погодження утворення регіонального ландшафтного парку у 2007—2010 роках, районна рада відхилила їх. Ініціатори створення об'єкту ПЗФ переформулювали клопотання з РЛП на заказник, після чого у 2011 та 2012 роках згоду на створення саме заказника надали також Тарутинська районна рада та Тарутинска РДА. Згідно з усіма погодженнями, йдеться про землі запасу Веселодолинської сілької ради.
Ландшафтний заказник місцевого значення «Тарутинський степ» був оголошений рішенням № 445-VI дванадцятої сесії Одеської обласної ради народних депутатів шостого скликання від 26 квітня 2012 року, враховуючи погодження Веселодолинської сільської та Тарутинської районної рад, Тарутинської районної державної адміністрації Одеської області, погодження Державного управління охорони навколишнього природного середовища в Одеській області.
18 листопада 2013 року під час слухань у Комітеті з питань екологічної політики, природокористування та ліквідації наслідків Чорнобильської катастрофи на тему «Природно-заповідний фонд: проблеми та шляхи вирішення», висловлювались також пропозиції оголошення Тарутинського степу національним природним парком.

## Загрози та ризики
Заказник займає частину території колишнього Тарутинського військового полігону, що мав площу 24 521,19 га. Цей полігон було створено у 1946 році. До його складу увійшли землі сільськогосподарського призначення, а також кількох відселених після його створення сіл. Тут здійснювалися військові навчання, а господарське використання території (переважно випас та сінокосіння) було припинено. Наприкінці 1990-х років інтенсивність використання полігону військовими поступово зменшувалася, і у 2005 році було прийнято рішення про його ліквідацію.
Починаючи з 2005 року триває протистояння Тарутинської РДА і Міністерства оборони України за право розпоряджатись землями колишнього полігону.

## Значення
Територія заказника — центральна частина колишнього Тарутинського полігону.
Наявність в минулому військового полігону з великою охоронною зоною, що використовувалась для випасу худоби — створила умови, подібні до природної степової екосистеми, тобто умови помірного пасовищного навантаження і відсутність оранки. Саме це дозвоило зберегти Тарутинський степ одним з найбагатших .
Основну цінність заказника становлять збережені тут екосистеми різнотравно-типчаково-ковилових і типчаково-ковилових цілинних і вторинних степів з домінуванням ковил волосистої, Лессінга, рідше інших видів ковили, типчака і тонконога. Серед поширених тут тварин, майже 40 видів занесено до Червоної книги України. Особливо велике значення Тарутинського степу для збереження рідкісних видів степових птахів, та для мишівки степової (південної), популяція якої в заказнику є однією з останніх в Україні . Понад століття, значна частина полігону не розорювалась і не мала інтенсивного впливу господарської діяльності людини за винятком роботи військового полігону.
Територія заказника включена до бази Смарагдової мережі Секретаріатом Бернської конвенції в листопаді 2016 року . Саме з цієї причини восени 2016 року розгорнувся розголос в пресі країн ЄС у зв'язку з незаконною оранкою частини степу .

## Флора та фауна
Територія заказника відзначається значним флористичним і фауністичним різноманіттям. Тут ростуть 6 видів рідкісних рослин і мешкають 5 видів тварин, які занесені до Червоної книги України.
Відновленням фауни заказника займається організація Rewilding Ukraine. У 2020 році вони заселили туди першу колонію з восьми бабаків: трьох самців і п'яти самок. Тоді екоактивісти прогнозували, що на збільшення популяції бабаків у цьому районі знадобиться близько 5 – 10 років. У 2024-му в організації зазначили, що зафіксували принаймні 10 тварин, і що більш примітно – за ці 4 роки бабаки почали рити нові нори за межами території, що була початково їм відведена. Отже, вид вже почав розселятися степом. 
Раніше ці тварини жили практично на всій степовій території України, але з плином часу вони залишились лише на Слобожанщині. Тепер цей вид занесений до Червоної книги України, і його намагаються розселяти й у Бессарабії. 
Рослини:
- Ковила волосиста
- Ковила Лессінга
- Ковила пірчаста
- Сон лучний
- Астрагал шерстистоквітковий
- Рястка гірська
- Шафран сітчастий
- Брандушка різнобарвна

Тварини:
- Мишівка південна
- Полоз жовточеревий
- Полоз чотирисмугий
- Тхір степовий
- Сліпак піщаний
- Сорокопуд сірий (зимує)
- Шпак рожевий (мігрує)
- Лелека чорний (мігрує)
- Лунь польовий (зимує)
- Канюк степовий (гніздує)
- Беркут (зимує)
- Сокіл-балобан (гніздує)
- Сапсан (зимує)
- Журавель сірий (мігрує)
- Журавель красавка (мігрує)
- Дрохва (зимує)
- Лежень (гніздує)

## Галерея

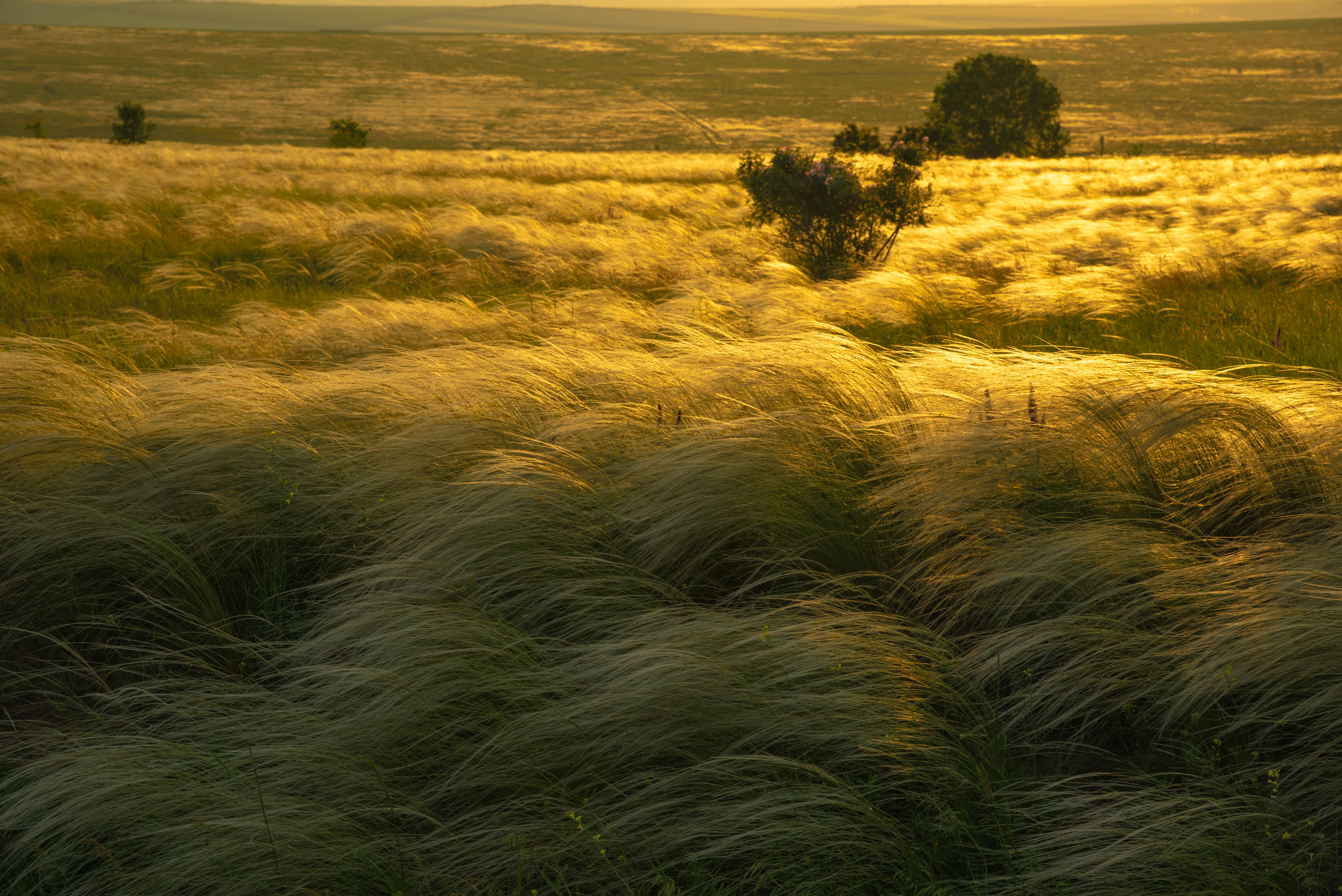
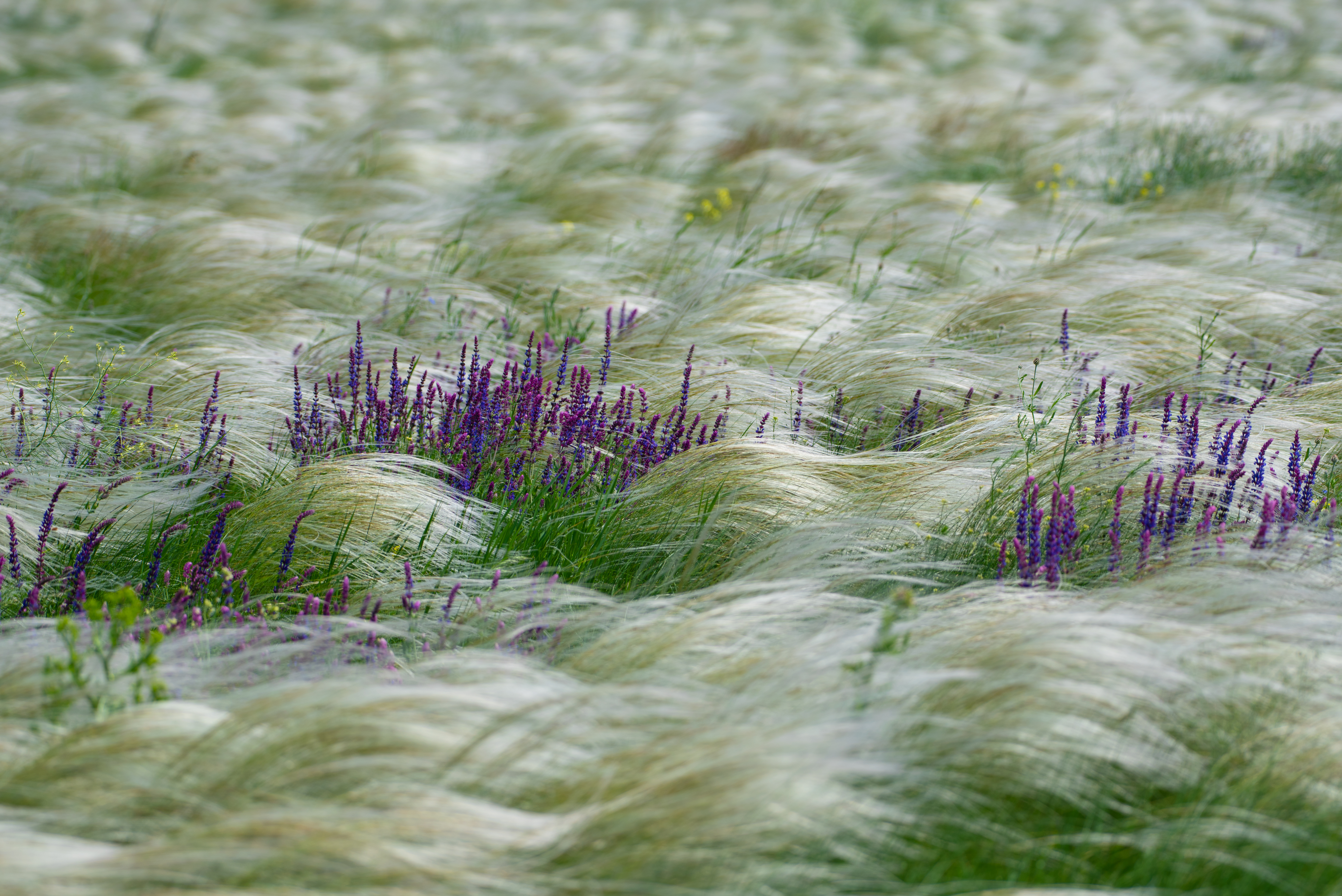
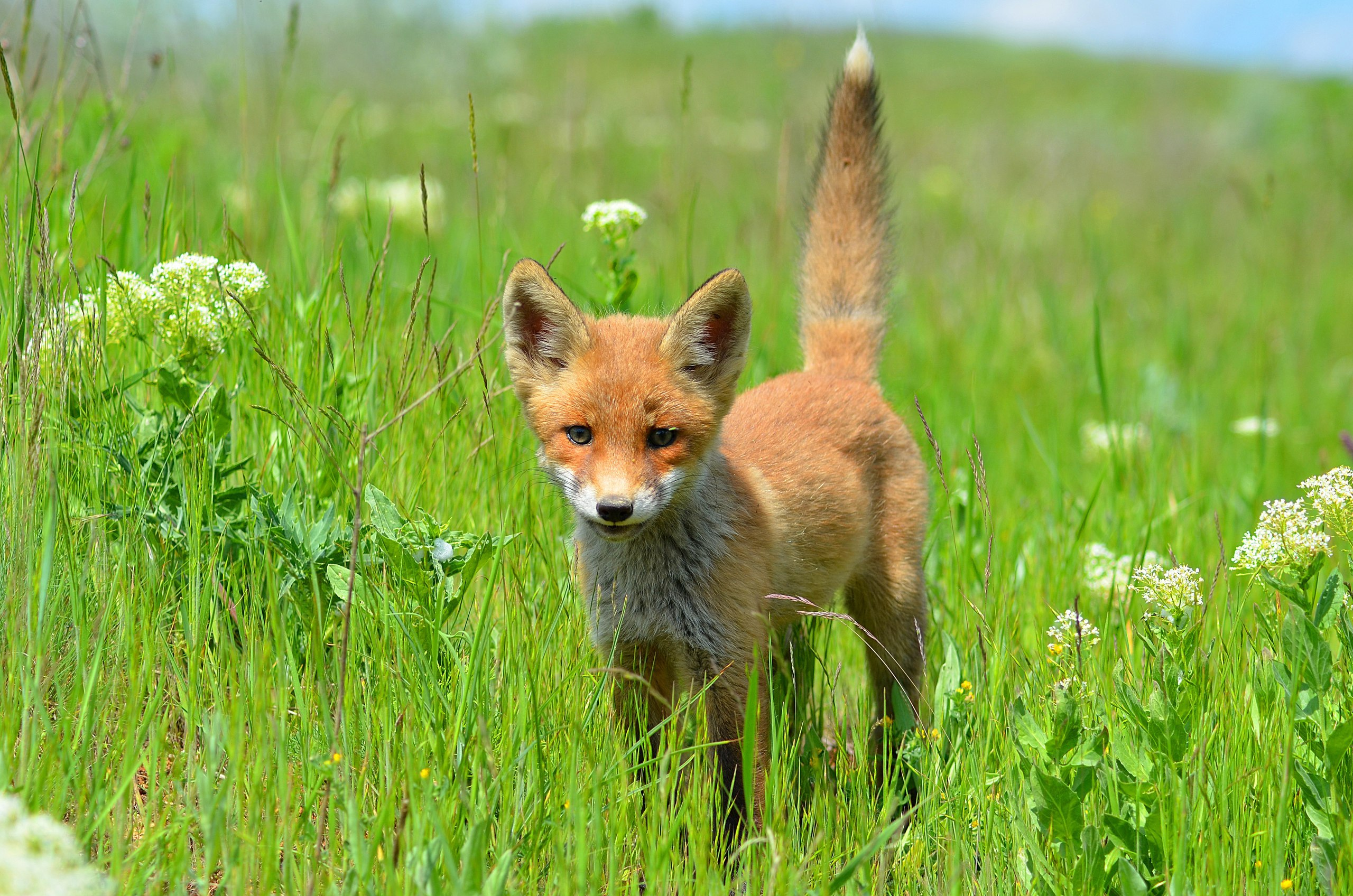
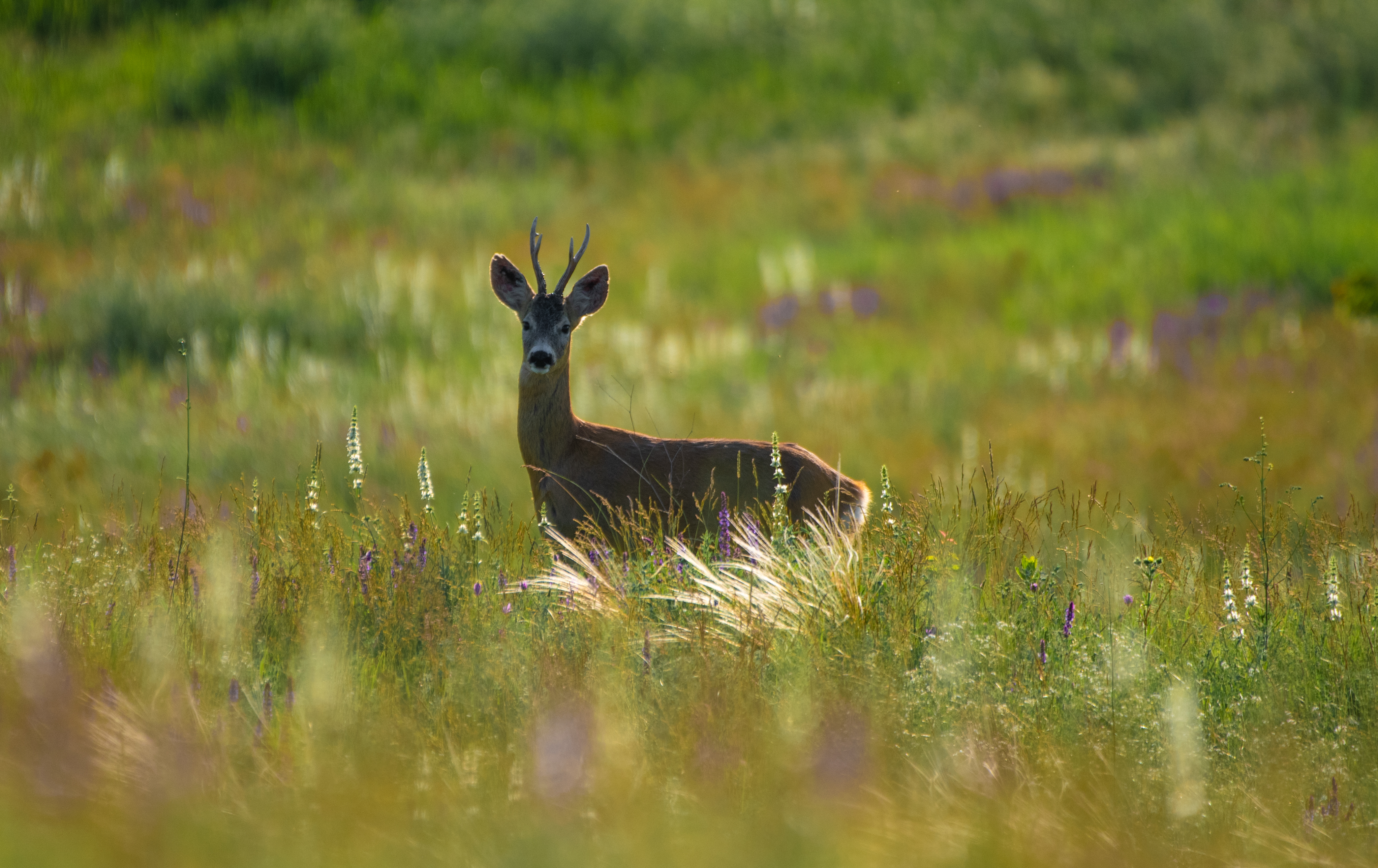
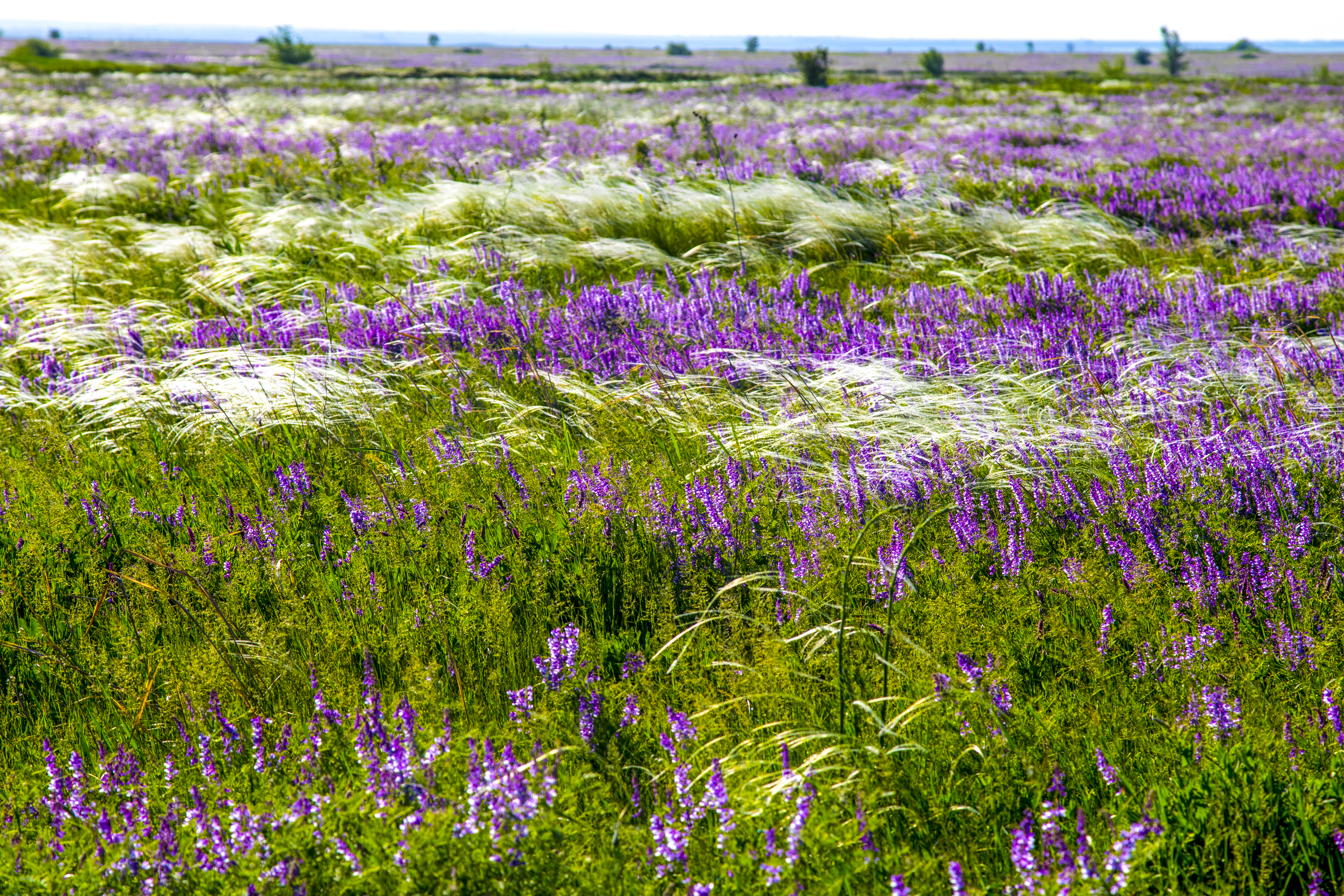